# Serge Bloch
Serge Bloch (Colmar, 18 juni 1956) is een Frans tekenaar en stripauteur. 

## Carrière
Bloch volgde een kunstopleiding in Straatsburg en ging daarna aan de slag als illustrator van jeugdboeken. Zo werd hij artistiek directeur voor de uitgaven voor de jeugd van de Franse uitgeverij Bayard. Hij illustreerde meer dan 100 boeken van de reeks Max et Lili van schrijver Dominique de Saint-Mars, educatieve stripboeken over een broer en een zus waarin soms moeilijke onderwerpen worden behandeld. Daarnaast werkte hij aan de kinderboeken Samsam rentre à l'école, L'école de Léon en J'aime t'embrasser.
Daarnaast werkt Bloch ook als tekenaar voor de Franse, Duitse en Amerikaanse pers. Hij woonde ook een tijd in de Verenigde Staten.